# Chelosphargis advena
La chelosfargide (Chelosphargis advena (Hay, 1908)) è un rettile estinto, appartenente alle tartarughe. Visse nel Cretacico superiore (Santoniano, circa 85 milioni di anni fa) e i suoi resti fossili sono stati ritrovati in Nordamerica.

## Descrizione
Questo animale doveva assomigliare a una tartaruga marina attuale (Caretta caretta). Le dimensioni erano paragonabili a quelle delle forme attuali. Il cranio possedeva un becco premascellare dritto e smussato; le ossa frontali erano grandi e dotate di processi laterali verso i margini orbitali. L'area otica ed exoccipitale era molto simile a quella delle attuali tartarughe marine. La sinfisi mandibolare era lunga, anche negli esemplar giovanili. Era presente una cresta sagittale bassa ma acuta sulla superficie triturante della mandibola. Gli esemplari giovanili presentano un carapace con fontanelle laterali. Le ossa neurali formavano una carena bassa e smussata nella parte centrale. Il margine periferico del carapace era liscio (Zangerl, 1953).

## Classificazione
I fossili di questo animale vennero scoperti in Alabama e descritti per la prima volta nel 1908 da Hay, che li attribuì al genere Protostega (P. advena), a causa dell'aspetto generalmente simile e delle proporzioni del cranio quasi identiche alla specie tipo di Protostega (P. gigas). Una ridescrizione dei numerosi esemplari noti, operata da Rainer Zangerl nel 1953, mise in luce differenze sufficienti a determinare l'istituzione di un nuovo genere, Chelosphargis. Zangerl riunì questa forma e un'altra simile (Calcarichelys) nella sottofamiglia Chelospharginae, all'interno della famiglia dei protostegidi (un gruppo di tartarughe marine del Cretaceo, solitamente di grandi dimensioni). Un'analisi cladistica effettuata da Hooks nel 1998 ha dimostrato che il taxon Chelospharginae era parafiletico (ovvero comprendente una serie di forme via via più evolute, alla base di altri protostegidi). Attualmente Chelosphargis è considerato il genere più primitivo dei Protosteginae.